# Señorita Centro Occidental 2014
La 15.ª edición de Señorita Centro Occidental, se llevó a cabo el 16 de julio  de 2014 en la ciudad de Barquisimeto, Lara. 16 candidatas provenientes de diversas estados  de la Región Centro Occidental concursaron por el título. Al final del evento  María Laura Verde Hernández, coronó a Julibell Cristina Alvarado Piñero ,como la nueva soberana de este concurso de belleza,quien representó al estado Lara en el Miss Venezuela 2014.

## Resultados
| Resultado                      | Candidata |
| ------------------------------ | --- |
| Señorita CentroOccidental 2014 | - Julibell Alvarado (#5) |
| Top 7                          | - Ninibeth Sánchez (#13) - María José Hernández (#16) - Erika Berríos (#12) - Elizabeth Sargo (#9) - Adriana Paola Morillo (#7) - Angélica Medina (#1) |

## Premios especiales
| Premios             | Ganadora                  |
| ------------------- | ------------------------- |
| Señorita Prensa     | María José Hernández(#16) |
| Señorita Amistad    | Madelaine Sandó(#3)       |
| Señorita Red Social | Madelaine Sandó(#3)       |

## Candidatas
16 participaron en el certamen:
(En la tabla se utiliza su nombre completo, los sobrenombres van entrecomillados y los apellidos utilizados como nombre artístico, entre paréntesis; fuera de ella se utilizan sus nombres "artísticos" o simplificados):
| Nro | Candidata                          | Edad | Estatura |
| --- | ---------------------------------- | ---- | -------- |
| 1   | Angélica Medina Farrera            | 25   | 1,75 m   |
| 2   | Alejandra Fariña Agüero            | 22   | 1,71 m   |
| 3   | Madelaine Solanger Sandó Latofesky | 22   | 1,72 m   |
| 4   | Vanessa Andrade Valencia           | 22   | 1,72 m   |
| 5   | Julibell Cristina Alvarado Piñero  | 22   | 1,75 m   |
| 6   | Crisner del Carmen Crespo Afonzo   | 22   | 1,69 m   |
| 7   | Adriana Paola Morillo              | 18   | 1,79 m   |
| 8   | Xorangie Vivas Vivas               | 21   | 1,72 m   |
| 9   | Hielima Elizabeth Sargo de Marchi  | 21   | 1,81 m   |
| 10  | Kerly Nazaret Terán Ramírez        | 18   | 1,75 m   |
| 11  | Lior Sánchez Pernalete             | 20   | 1,73 m   |
| 12  | Erika Del Valle Berrios Berrios    | 24   | 1,76 m   |
| 13  | Ninibeth Sánchez Jordán            | 19   | 1,78 m   |
| 14  | Diluvina Cera Cavacas              | 20   | 1,73 m   |
| 15  | Jhosskaren Carrizo Orozco          | 19   | 1,77 m   |
| 16  | María José Hernández Parra         | 19   | 1,80 m   |